# Cassa di risparmio
La cassa di risparmio è una tipologia di istituto di credito nato con la finalità di raccogliere e tutelare  il piccolo risparmio.

## Storia
Generalmente, almeno in origine, le casse di risparmio erano istituzioni senza fini di lucro e che, pertanto, si differenziavano dalle banche private. L'evoluzione della legislazione bancaria ha portato le casse di risparmio ad essere sostanzialmente equiparate alle altre banche; nel caso italiano, molte casse di risparmio sono state coinvolte in processi di fusione ed acquisizione.
La più antica cassa di risparmio nel significato moderno è stata la Hamburger Ersparungskasse, fondata nel 1778 ad Amburgo.

## Attività e caratteristiche
Tali enti consentono ai risparmiatori l'esercizio del credito ipotecario e fondiario, o tramite investimenti poco rischiosi, come quelli nei titoli di Stato. Alla funzione creditizia si associa inoltre l'erogazione di prestazioni di previdenza individuale e l'attività di beneficenza. Tipici strumenti delle casse di risparmio sono i libretti di risparmio.

## Nel mondo
Istituzioni classificabili come casse di risparmio esistono o sono esistite in diversi paesi europei, con il nome di Sparkasse in Germania (le più antiche in assoluto), Caisse d'Epargne in Francia, Caja o Caixa in Spagna. Istituzioni assimilabili alle casse di risparmio sono le savings and loans associations negli Stati Uniti, le building societies nel Regno Unito, e credit unions in altri paesi.

### Italia
Le prime casse di risparmio furono costituite nel XIX secolo in Veneto e in Lombardia (la prima fu la Cassa di Risparmio di Venezia, fondata il 12 gennaio 1822); a promuoverne la fondazione furono in alcuni casi gruppi di privati cittadini, in altri i Comuni, nella maggior parte dei casi i Monti di Pietà od altre istituzioni di beneficenza esistenti nelle località dove le casse furono istituite. Nel 1880 in Italia operavano 183 casse di risparmio, distribuite in tutto il paese. In Emilia, in Romagna e nelle Marche ve ne erano numerose e di piccole dimensioni, mentre in Lombardia la Cassa di Risparmio delle Provincie Lombarde (Cariplo) fin dalla sua fondazione ebbe un ruolo di assoluta preminenza sia a livello regionale che a livello nazionale. La diffusione e la crescita delle casse di risparmio spinsero il governo a regolamentarne in modo più chiaro l'istituzione ed il funzionamento con una legge del 1888 che distingueva e chiariva la definizione giuridica di “cassa di risparmio” e che sottoponeva le casse alla vigilanza da parte del Ministero dell'agricoltura, dell'industria e del commercio. Tale legge considerava quindi le casse di risparmio come istituzioni ben definite e distinte, anche per la loro funzione sociale, dalle altre aziende di credito. Negli stessi anni però esse dovettero affrontare la concorrenza nella raccolta del risparmio da parte delle Poste e delle banche popolari.
Una successiva legge del 1926 avrebbe poi provocato una riduzione nel numero delle casse di risparmio, inducendo le casse di più piccole dimensioni a fondersi con la cassa di risparmio del rispettivo capoluogo di provincia. La legge bancaria del 1936 infine classificò le casse di risparmio assieme agli altri Istituti di Credito Ordinario, abilitati ad esercitare esclusivamente il credito a breve termine. Di peculiare le casse di risparmio mantennero la loro personalità giuridica di “enti morali” di diritto pubblico e la loro operatività in ambito prevalentemente locale.
Nel secondo dopoguerra alcune casse di risparmio, come la Cariplo, raggiunsero livelli di attività ragguardevoli e paragonabili a quelli degli altri istituti di credito; la personalità giuridica di enti morali rendeva però difficile per le casse di risparmio ammettere nuovi soci ed aumentare così la consistenza patrimoniale degli istituti.
Nel 1990 la legge Amato di modificò gli assetti giuridici delle casse di risparmio, imponendo lo scorporo delle casse tra azienda bancaria in forma di Società per azioni (Cassa di Risparmio SpA, con funzione creditizia) e Fondazione cassa di risparmio con finalità morali e benefiche; si vennero così a separare le due originarie finalità (creditizia e benefica) delle casse di risparmio. In seguito, ulteriori decreti attuativi hanno sancito il principio della “despecializzazione bancaria”, equiparando anche formalmente le casse di risparmio alle altre aziende di credito.
Alcune casse di risparmio sono state coinvolte nei processi di fusione ed acquisizione che hanno portato alla creazione di grandi gruppi bancari (Cassa di Risparmio di Roma – Banca di Roma, Cassa di Risparmio di Torino – UniCredit, Cariplo – Banca Intesa, Cassa di Risparmio del Banco di Napoli), perdendo così il loro nome originario; in seguito a tali processi, molte Fondazioni che dalle casse di risparmio sono derivate sono divenute azionisti-chiave di gruppi bancari alla cui costituzione hanno partecipato. Un altro esempio di questo tipo è la Cassa di risparmio di Fabriano e Cupramontana (CARIFAC), che a causa di problemi finanziari si era fusa con Veneto Banca.
Ad oggi L'Associazione delle Casse di Risparmio Italiane (Acri, istituita nel 1912) associa non solo 45 casse di risparmio SpA che hanno conservato la propria ragione sociale, ma anche le Fondazioni costituite a seguito dell'entrata in vigore della normativa del 1990.
Tra gli enti si ricordano:
- Cassa di Risparmio di Venezia - 1822
- Cassa di Risparmio di Padova e Rovigo - 1822
- Cassa di Risparmio di Castelfranco Veneto - 1822
- Cassa di Risparmio delle Provincie Lombarde - 1823
- Cassa di Risparmio di Verona, Vicenza, Belluno e Ancona - 1825
- Cassa di Risparmio di Torino - 1827
- Cassa di Risparmio di Firenze - 1829
- Cassa di Risparmio di San Miniato - 1830
- Cassa di Risparmio di Prato - 1830
- Cassa di Risparmio di Gorizia - 1831[3]
- Cassa di Risparmio di Livorno - 1834
- Cassa di Risparmio di Lucca - 1835
- Cassa di Risparmio di Pisa - 1836
- Cassa di Risparmio di Spoleto - 1836
- Cassa di Risparmio di Roma - 1836
- Cassa di Risparmio in Bologna - 1837
- Cassa di Risparmio di Ferrara - 1838
- Cassa di Risparmio di Alessandria - 1838
- Cassa dei Risparmi di Forlì e della Romagna - 1839
- Cassa di Risparmio di Rimini - 1840
- Cassa di Risparmio di Cesena - 1840
- Cassa di Risparmio di Savona - 1840
- Cassa di Risparmio di Rovereto - 1841[4]
- Cassa di Risparmio della Spezia - 1842
- Cassa di Risparmio di Trieste - 1842
- Cassa di Risparmio di Ascoli Piceno - 1842
- Cassa di Risparmio di Asti - 1842
- Cassa di Risparmio di Carpi - 1843
- Cassa di Risparmio di Jesi - 1844[5]
- Cassa di Risparmio di Modena - 1845
- Cassa di risparmio di Genova e Imperia - 1846
- Cassa di Risparmio di Rieti - 1846
- Cassa di Risparmio di Terni e Narni - 1846
- Cassa di Risparmio di Vercelli - 1851
- Cassa di Risparmio di Reggio Emilia - 1852
- Cassa di Risparmio di Bolzano - 1854
- Cassa di Risparmio della Provincia di Viterbo - 1855
- Cassa di Risparmio di Imola - 1855
- Cassa di Risparmio di Trento - 1855[4]
- Cassa di Risparmio di Cuneo - 1855[6]
- Cassa di Risparmio di Fermo - 1856
- Cassa di Risparmio di Biella - 1856
- Cassa di Risparmio di Vigevano - 1857[7]
- Cassa di Risparmio di Savigliano - 1858
- Cassa di Risparmio della provincia dell'Aquila - 1859
- Cassa di Risparmio di Cento - 1859
- Cassa di Risparmio di Parma - 1860
- Cassa di Risparmio di Piacenza - 1860[7]
- Cassa centrale di risparmio Vittorio Emanuele per le province siciliane - 1861
- Cassa di Risparmio di Calabria e Lucania - 1861
- Cassa di Risparmio della Provincia di Chieti - 1862
- Banca Caripe - 1871
- Cassa di Risparmio di Vignola - 1872
- Cassa di Risparmio di Udine e Pordenone - 1876[3]
- Cassa di Risparmio di Pistoia - 1883[8]
- Cassa di Risparmio di Saluzzo - 1901
- Cassa di Risparmio di Fossano - 1905
- Cassa di Risparmio della Marca Trivigiana - 1913
- Banca Tercas - 1939
- Cassa di Risparmio di Puglia - 1949